# مشاري القحطاني (لاعب كرة قدم مواليد 1997)
مشاري القحطاني لاعب كرة قدم سعودي من مواليد (4 أبريل 1997) ، يلعب في نادي العدالة كلاعب وسط 

## مسيرة اللاعب
لعب في نادي الهلال ونادي الطائي ونادي الوحدة ونادي القادسية ونادي الباطن ونادي العدالة.

## روابط خارجية
- مشاري القحطاني على موقع Soccerway.com (الإنجليزية)
- مشاري القحطاني على موقع كووورة